# Strajki chłopskie w Galicji
Strajki chłopskie w Galicji – masowe manifestacje pracowników rolnych, rolników oraz wiejskiej biedoty, które miały miejsce w Królestwie Galicji i Lodomerii na początku XX wieku, a od 1902 masowy ruch strajkowy w celu polepszenia warunków pracy i płacy w Galicji.
Pierwsze sporadyczne strajki rozpoczęły się wiosną 1900, objęły 15 wsi w powiecie borszczowskim, głównie majątki hrabiego Baworowskiego. Strajkujący żądali podniesienia dziennej płacy z 18-20 krajcarów do 50 krajcarów, a w czasie żniw z 80 krajcarów do 1 guldena (1/2 korony). Strajk został zlikwidowany przez austriackie wojsko.
W czerwcu 1902 rozpoczęły się kolejne strajki chłopskie, wspierane już przez działaczy partii politycznych: Ukraińskiej Partii Narodowo-Demokratycznej (Jewhen Łewyćkyj, Wjaczesław Budzynowśkyj, Longyn Cehelski i inni), Ukraińskiej Partii Radykalnej i Ukraińskiej Partii Socjal-Demokratycznej. Pomagali oni zakładać komitety strajkowe oraz prowadzili akcję propagandowo-informacyjną w prasie. Strajk ten rozpoczął się w powiecie lwowskim oraz przemyślańskim, w dobrach hrabiego Potockiego, do końca lipca objął ponad 500 wsi w 26 powiatach. W strajkach uczestniczyło ponad 150 tysięcy chłopów ukraińskich i polskich. Oprócz odmawiania pracy, strajkujący podpalali folwarki, dwory i lasy. Strajk udało się stłumić przy pomocy żandarmerii i wojska. Za udział w strajku aresztowano około 4 tysięcy osób.
Strajk ten, oraz sezonowa emigracja do prac polowych w Niemczech (od 1903), w której uczestniczyło 80 tysięcy osób, spowodowały pogłębienie się kłopotów części majątków ziemskich, i rozpoczęcie parcelacji.